# Sam A. Davis
Sam A. Davis ist ein Kameramann, Filmproduzent und Filmeditor von Kurzfilmen.

## Karriere
Davis wuchs in Porterville auf und studierte an der USC School of Cinematic Arts, wo er Regisseur Sean Wang kennenlernte, mit dem er einige Kurzfilme zusammen produzierte. Er begann seine Filmkarriere 2015 mit dem Kurzfilm Cobalt 60, bei dem er als Kameramann begann. Darauf folgten über 30 Kurzfilme, bei denen er teilweise auch Regie, Produktion oder Schnitt übernahm. Auch drehte er 2018 einige Musikvideos, so mit Son Lux, Spaceface oder Miyavi. Im Jahr 2020 erhielt er beim South-by-Southwest-Filmfestival den Großen Jurypreis für den Kurzfilm Just Hold On. Darauf folgten weitere Nominierungen bei verschiedenen Filmfestival. Zuletzt wurde sein Kurzfilm Nǎi Nai & Wài Pó bei der Oscarverleihung 2024 in der Kategorie Bester Dokumentar-Kurzfilm nominiert.

## Filmografie (Auswahl)

### Kameramann
- 2015: Cobalt 60
- 2016: Madaran
- 2016: We Home
- 2017: Warm Springs
- 2017: A True Fan Finds His Home
- 2017: Son Lux: Dangerous (Musikvideo)
- 2018: Spaceface: Radiator (Musikvideo)
- 2018: Miyavi feat. Sonita: Long Nights (World Mix) (Musikvideo)
- 2018: Stigma Monatsblutung (Period. End of Sentence)
- 2018: Matching (Fernsehserie)
- 2018: Vic mensa: Dark Things (Musikvideo)
- 2019: Jack and Jo Don’t Want to Die
- 2019: Manhunt
- 2019: Shnoof
- 2020: Just Hold On
- 2020: A Woman's Place: The Butcher, the Chef and the Restaurateur
- 2021: Yoruga
- 2021: Are You Still There
- 2021: Coche Bomba
- 2021: Ipseity
- 2021: Sunday
- 2021: For Good
- 2022: Long Line of Ladies
- 2022: Notice Me
- 2023: Nǎi Nai & Wài Pó
- 2023: You Know Where to Find Me
- 2023: Trap Jazz
- 2024: Dìdi (Dìdi (弟弟))
- 2024: Higher Power
- 2024: Land of Lost Toys

### Regisseur
- 2015: Red Rider
- 2019: Shnoof
- 2020: Just Hold On
- 2021: Are You Still There
- 2023: You Know Where to Find Me

### Produzent
- 2015: Drunk and Disorderly
- 2022: Long Line of Ladies
- 2023: Nǎi Nai & Wài Pó
- 2024: Dìdi (Dìdi (弟弟))
- 2024: Land of Lost Toys

### Filmeditor
- 2016: Madaran
- 2018: Stigma Monatsblutung (Period. End of Sentence)
- 2019: Shnoof
- 2020: Just Hold On
- 2020: A Woman's Place: The Butcher, the Chef and the Restaurateur
- 2021: Are You Still There
- 2023: You Know Where to Find Me

## Auszeichnungen (Auswahl)
- 2020: Jurypreis des South by Southwest in der Kategorie Texas Short für Just Hold On
- 2021: Woodstock Film Festival in der Kategorie Bester Kurzfilm für Are You Still There
- 2022: Goldener-Frosch-Nominierung des Camerimage in der Kategorie Bester Dokumentar-Kurzfilm für Long Line of Ladies
- 2023: Goldener-Frosch-Nominierung des Camerimage in der Kategorie Bester Dokumentar-Kurzfilm für Nǎi Nai & Wài Pó
- 2024: Oscar-Nominierung in der Kategorie Bester Dokumentar-Kurzfilm für Nǎi Nai & Wài Pó